# Norbert Wiener
Norbert Wiener (Columbia, Missouri, 1894. november 26. – Stockholm, Svédország, 1964. március 18.) amerikai matematikus, megalapította a kibernetikát – megfogalmazása szerint az állatokban és a gépekben zajló hírközlés, vezérlés és ellenőrzés tudományát. A 20. századi matematika néhány legfontosabb eredményét fogalmazta meg.

## Élete
Apja bevándorló volt, később a Harvard Egyetemen a szlavisztika professzora lett. A fiú csodagyerekként már 3 éves korában tudott olvasni és írni, de csak a Massachusetts állambeli Ayer városka középiskolájában kapott először rendszeres képzést. 1906-ban jelentkezett a Tufts College-ba, ahol 14 évesen matematikusi diplomát szerzett. A Harvardon zoológiát tanult 1 évig, de abbahagyta, miután rájött, hogy nem alkalmas laboratóriumi munkára. Apja javaslatára filozófiát kezdett tanulni, 1913-ban tudományos fokozatot szerzett a Harvardon matematikai logikai témájú értekezésével. A Harvardon kapott ösztöndíjjal először Angliába ment, ahol megismerkedett Bertrand Russell-lel. Később Göttingenbe utazott, ahol David Hilberttel dolgozott együtt. Első szakcikkét 1913-ban tette közzé Cambridge-ben. Az első világháború kitörésekor jelentkezett a hadseregbe, de gyenge látása miatt elutasították. A következő 5 évben tanított a Maine-i Egyetemen, szócikket írt egy enciklopédiába, mérnökösködött, újságíróskodott, matematikus volt a maryland-i egyetemen. Elsősorban a Brown-mozgás elméletén dolgozott, általánosított harmonikus analízissel. 1933-ban tagjává választotta a Nemzeti Tudományos Akadémia, de tagságáról hamarosan lemondott, mert taszították az intézményesített tudomány bizonyos megnyilvánulásai. Ugyanekkor megosztott Böcher-díjat kapott, ezt az elismerést 5 évenként ítéli oda az Amerikai Matematikai Társaság.
A második világháború alatt a légvédelmi rendszerek matematikai problémáival foglalkozott. Statisztikai módszereket vezetett be az irányításba és a kommunikációba, s ez a munka vezette el a kibernetika fogalmának megalkotásához. 1940-ben a korszerű számítógépek számára a következő 5 kívánalmat szabta meg:
1. A számítógép aritmetikai egysége numerikus legyen.
2. A műveletsort a gép emberi beavatkozás nélkül, automatikusan hajtsa végre, a közbenső logikai döntéseket is önállóan hozva meg.
3. Legyen lehetőség az adatok tárolására, könnyű előhívására és törlésére.
4. Az összeadás és a szorzás elvégzésére a kettes számrendszert kell alkalmazni.
5. A mechanikus és elektromos kapcsolókat fel kell váltani elektroncsövekkel.

A háború után új elgondolások sorával járult hozzá egymástól nagyon különböző területek fejlődéséhez. Ezek közé tartozott a matematikai előrejelzés elmélete és a kvantumelmélet, ahol lehetséges megoldást talált egy Niels Bohr és Albert Einstein által vitatott problémára. A Brown-mozgásra kidolgozott elméleti leírását kvantumjelenségekre alkalmazva mutatta meg, hogy a kvantumelmélet, valószínűségi jellegét figyelembe véve, összhangban van a természettudományok más ágaival. Halála előtt néhány héttel Nemzeti Tudományos Éremmel tüntette ki Lyndon B. Johnson elnök.

## Magyarul
- Matematikus vagyok; ford. Nagy Imre; Gondolat, Bp., 1968
- Válogatott tanulmányok; vál., bev. Tarján Rezső, ford. Tarján Rezsőné; Gondolat, Bp., 1974